# Tapolca-patak
Tapolca-patak är ett vattendrag i Ungern.   Det ligger i provinsen Veszprém, i den västra delen av landet, 150 km sydväst om huvudstaden Budapest. Tapolca-patak ligger vid sjöarna  Keszthelyi-öböl Fűzfői-öböl och Balaton.